# 卡拉什人
卡拉什人是定居于巴基斯坦开伯尔-普什图省吉德拉尔县，操印度-雅利安语支达尔德语支卡拉什语的原住民族，与其他巴基斯坦各民族相比独具特色，他们大多数信奉萨满教（包括泛靈論和吠陀宗教），少数人是穆斯林（多和他们的宗教仪式结合而成民间伊斯兰教）。目前人数在4100至30000人之间。

## 广义
除了巴基斯坦的原住民以外，现在的卡拉什人也可以指在巴基斯坦国的巴基斯坦人和外国人（欧俄那边）结合生的混血儿。

## 名人
- 安娜·莫尔卡·艾哈迈德
- 阿斯拉夫·卡茲